# 1880 ve fotografii
Tento článek obsahuje významné fotografické události v roce 1880.

## Události
- William de Wiveleslie Abney použil poprvé hydrochinon k vyvolávání.
- 4. března vytiskly noviny Daily Graphic první fotografii vytištěnou polotónovou technikou.

## Narození v roce 1880
- 15. ledna – Ernst Sandau, německý fotograf švédského původu († 31. května 1918)
- 21. března – Eugène Würgler, švýcarský fotograf aktivní v Lausanne († 18. března 1945)
- 23. dubna – Knut A. Aaning, norský fotograf († 1922)
- 17. května – Paul Castelnau, francouzský fotograf, geograf a filmař († 29. června 1944)
- 17. června – Paul Haviland, americký fotograf a spisovatel († 21. prosince 1950)
- 17. června – Carl van Vechten, americký spisovatel a fotograf († 21. prosince 1964)
- 20. srpna – Alf Schrøder, norský fotograf († 28. ledna 1951)
- 7. září – Valdemar Mazura, žamberský starosta, fotograf a vydavatel († 4. dubna 1947)
- 26. září – Václav Vlasák, český fotograf († po roce 1937)
- 8. října – Paul Lewis Anderson, americký fotograf, autor a romanopisec, učil na fotografické škole Clarence Hudsona Whitea  († 16. září 1956)
- 20. listopadu – Kadžima Ecu, japonská gejša a modelka († 22. dubna 1925)
- 23. listopadu – Aleksander Jurich, estonský fotograf a umělec († 1945)
- 6. prosince – Ewing Galloway, americký novinář, zakladatel fotografické agentury Ewing Galloway Agency († 26. června 1953)
- ? – Jakov Vladimirovič Štejnberg, ruský fotograf († 1942)

## Úmrtí v roce 1880
- 16. ledna – Charles Nègre, francouzský malíř a fotograf (* 9. května 1820)
- 26. února – Franziska Möllingerová, švýcarská fotografka (* 15. března 1817)
- 15. dubna  – Pierre Moulin du Coudray de La Blanchère, francouzský přírodovědec a fotograf (* 20. května 1821)
- 19. června – James Valentine, skotský fotograf (* 12. června 1815)
- 3. srpna – Mungo Ponton, skotský vynálezce a průkopník fotografie (* 20. listopadu 1801)
- 9. září – Constance Fox Talbotová, manželka vynálezce Williama Henryho Foxe Talbota, jedna z klíčových hráček ve vývoji fotografie ve třicátých a čtyřicátých letech 19. století (* 30. ledna 1811)
- ? – José Spreafico, španělský průkopník fotografie (* 1833)
- ? – Anastas Karastojanov, bulharský tiskař a fotograf (* 1822)
- ? – Gerardo Emilio San Clemente Zárate, kolumbijský malíř a fotograf (* 1818)